# 种族文化灭绝
种族文化灭绝（英語：ethnocide）或中譯族群滅絕、
族群終結、

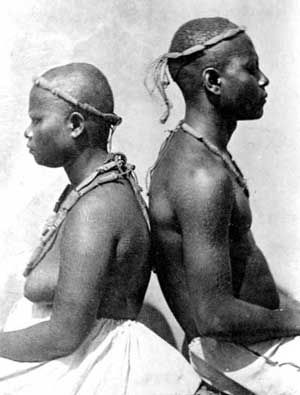
發展與种族文化灭绝：安達曼群島的桑提内尔人是眾多經歷殖民發展而遭受族群滅絕威脅的原住民之一

民族文化滅絕等等，為律師拉斐爾·萊姆金於1933年提出做為種族滅絕（英文：genocide）概念可代換的同義詞，然而因諸多歷史因素並未如種族滅絕一詞廣泛被採納。
人類學的定義為：「暴力地消滅一個族群作為獨特群體的集體文化認同；發生在一個佔主導地位的社會故意破壞另一個社會的文化遺產」。
有時「种族文化灭绝」一詞用來取代「文化灭绝」，然而這用法混淆了族群（英語：ethnicity）與文化的不同概念。
1994年聯合國原住民人民權利宣言草案中，“族群滅絕”作为独立字詞置於種族滅絕與文化灭绝（英語：cultural genocide）兩詞之間。但2007年最终稿考量時改为“genocide”。

## 历史
语言学家和律师拉斐尔·莱默金（Raphael Lemkin）在1943年首先使用希腊词根genos指种族（英語：race）、人群（英語：people）和拉丁语后缀cide（杀害）创造了genocide（种族灭绝）一词，同时提出ethnocide（希腊词根ethnos，意为人類、族群或人種）作为等价概念 ，但后者在当时并没有被广泛使用。
1948年起草，1951年通过的防止及懲治危害種族罪公約的起草者曾考慮過使用ethnocide，但最後並沒有使用。公約将种族灭绝定义为“蓄意全部或局部消灭一民族、人种、种族或宗教团体，包括杀害该团体的成员；致使该团体的成员在身体上或精神上遭受严重伤害；故意使该团体处于某种生活状况下，以毁灭其全部或局部的生命；强制施行办法，意图防止该团体内的生育；强迫转移该团体的儿童至另一团体之一种行为者即为灭绝种族罪”（《防止及惩治灭绝种族罪公约》 第2条）。
1994年的聯合國原住民人民權利宣言草案採用了「種族文化滅絕」一詞，但未明確定義；相關「種族文化滅絕」的內容如下：

原住民集體和個人權利不受種族文化滅絕及文化滅絕的迫害，包括防止和糾正以下事項：
（a）任何旨在或实际上破坏他们作为独特民族的完整性，或剥夺其文化价值或族裔特性的行动；
（b）任何旨在或实际上剥夺他们土地、领土或资源的行动；
（c）任何形式的旨在或实际上侵犯或损害他们权利的强制性人口迁移；
（d）任何形式的强行同化或融合，及強加給他們的立法，行政或其他措施；
（e）任何形式的針對他們的反對式宣傳。

「種族文化滅絕」一詞最終未在2007年的聯合國原住民人民權利宣言通過的決案中出現，雖內容和草案大致一致：

第 8 条
1. 土著人民和个人享有不被强行同化或其文化被毁灭的权利。
2. 各国应提供有效机制，以防止和纠正：
（a）任何旨在或实际上破坏他们作为独特民族的完整性，或剥夺其文化价值或族裔特性的行动；
（b）任何旨在或实际上剥夺他们土地、领土或资源的行动；
（c）任何形式的旨在或实际上侵犯或损害他们权利的强制性人口迁移；
（d）任何形式的强行同化或融合；
（e）任何形式的旨在鼓动或煽动对他们实行种族或族裔歧视的宣传。

1994年聯合國原住民人民權利宣言草案中，“族群滅絕”作为独立字詞置於種族滅絕與文化灭绝（英語：cultural genocide）兩詞之間。但2007年最终稿考量時改为“genocide”。

## 學術及政策相關使用
使用及誤用

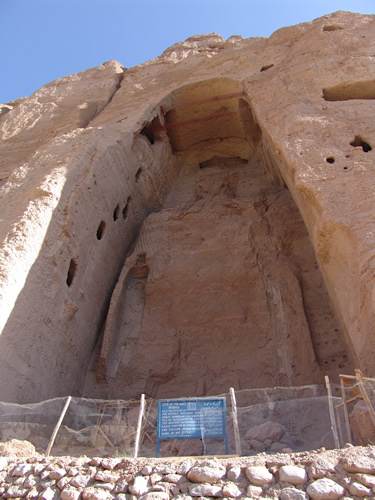
被毁的巴米揚大佛：塔利班藉口以伊斯蘭教義破壞巴米揚大佛的行為，被世界各地的伊斯蘭領袖稱為是對人類做出此「文化灭绝」的破壞行為，而非侷限於特定种族。

有時「种族文化灭绝」一詞用來取代「文化灭绝」，然而這用法混淆了族群（英語：ethnicity）與文化的不同概念。舉例來說，塔利班藉口以伊斯蘭教義破壞巴米揚大佛的行為，被世界各地的伊斯蘭領袖稱為是對人類做出此「文化灭绝」的破壞行為，而非侷限於特定种族。
回顧法律和學術史的關於種族滅絕及种族文化灭绝兩詞使用差異：「種族滅絕」殺死人，而「種族文化滅絕」殺害的人的靈魂及造成社會文化之滅絕。
此外，由於「文化滅絕」只能用來描述是種族滅絕的文化面向，然而「種族文化滅絕」的概念是不僅僅是「文化」上的滅絕，更包括較廣泛的「種族滅絕」的其他過程。
由於「种族文化灭绝」和文化滅絕的概念在不同學術及法律等脈絡下有採用及停止採用的變化，研究「種族滅絕」的人類學研究亦將此納入和排除的相關法律和政策過程進行研究
。
人類學定義及討論
人類學的定義為：「暴力地消滅一個族群作為獨特群體的集體文化認同；發生在一個佔主導地位的社會故意破壞另一個社會的文化遺產」；相關例子包括1950年代中國的西藏政策、巴西1968年時對亞馬遜河流域印地安原住民的暴力對待、等等。

## 案例

### 中东的巴哈伊信仰处境
巴哈伊信仰在伊朗是非穆斯林宗教的最大少数派。在1978年至1998年间，逾200名教徒被处决。2006年12月16日，埃及最高法院判决，政府不承认巴哈伊宗教。结果，埃及的巴哈伊信徒无法取得各種政府簽發的証明文件，包括身份证、出生证、死亡证、结婚证或离婚证、护照，以及其他需要列明宗教信仰的证件。同时，他们也失去被雇佣、受教育，甚至是接受医疗服务或投票的权利。埃及个人权利维护组织指出，最高法院大法官的新闻公告对该组织提出的陈述和异议未作任何回应，仅仅讨论了巴哈伊信仰的基本教义，而这些教义不应影响法院的判决。

### 西藏文化的争议性破坏
西藏流亡領袖達賴及其他流亡政治領袖於2004年控訴中國政府實施的西藏政策造成了文化灭绝，認為青藏鐵路:248、計劃生育等政策將或已導致西藏文化灭绝的後果，中國政府則反擊稱說由於西藏生態體系的脆弱，需要在人口上達成細膩的控制；儘管如此，部分學者認為文化灭绝一詞無法對中國政府的相關政策做出在學術上的分析。當達賴及其他流亡政治領袖控訴文化灭绝的政策，並要求文化自治時，中國官方則釋出官方白皮書，主張「文化灭绝」是「達賴集團」或散佈的謠言並提供「客觀事實」反證說明在西藏文化並沒有文化灭绝，是西方反中勢力和達賴共謀，將「文化灭绝」理論視為是要將比歐洲黑暗世紀還黑暗的封建農奴體制復辟的託詞；雙方互有來回形成國際宣傳戰:128–132。
在文化冲突方面，2010年，青海省教育厅在新制定的教学政策中要求“中学里除藏文和英文之外的所有科目，都变为汉语教学，藏族学生也被要求用汉语回答问题”。这引发了保卫藏语的游行。

### 新疆再教育营争议
西方民主国家指控中国的新疆再教育營中存在語言及文化清洗，报道称再教育营破坏了维吾尔族等民族的伊斯兰信仰，强迫他们唱红歌、吃猪肉、喝酒，拒绝照做的人会被罚禁食、坐老虎凳以及不让睡觉等。据报道，再教育营内还发生了強制分離孩童父母等行爲，一些妇女表示曾被迫接受绝育手术、否则就会被送到集中营。有学者形容其为“人口灭绝”或“种族灭绝”。
2020年8月，美国的特朗普政府据报考虑指控中国政府对维吾尔人进行“种族灭绝”。同一时间，美国民主党拜登竞选团队将新疆现状定义为“种族灭绝”。
2020年7月和8月，人权组织呼吁国际刑事法院和联合国人权理事会调查有關中国官员反人类罪和种族灭绝罪的指控。2021年1月19日，美国国务卿邁克·蓬佩奧公开称中国共产党领导下的中国政府对维吾尔人犯下“种族灭绝罪与反人类罪”，蓬佩奥的继任者安東尼·布林肯同意蓬佩奥的说法。对此，中国外交部发言人华春莹表示：“所谓中国在新疆实施种族灭绝和犯反人类罪彻头彻尾就是以蓬佩奥为代表的个别反华反共势力蓄意炮制的耸人听闻的伪命题和恶意荒唐闹剧，只存在于蓬佩奥之流的丑恶政治阴谋中，过去不曾、现在没有、将来也不会发生在中国大地上。”
2022年8月31日，联合国人权事务高级专员巴切莱特发布《新疆人权报告》，指中国以反击恐怖主义和极端主义为名严重侵犯新疆维吾尔族和穆斯林的人权。报告称在新疆发现一系列人权受到不当限制的情况，中国政府的行为可能构成国际罪行，特别是危害人类罪。

### 內蒙古雙語教育爭議
中國內蒙古自治區教育廳於2020年8月26日發布的小學課程改革方案所引发的争议。本次课程改革要求以蒙古語授課的小學（民族學校）的語文科自2020年9月1日起改用教育部统编教材、道德与法治科（2016年前稱品德与社会）在2021年秋改用教育部统编教材、以上兩科目取消地方语言教学改以国家通用语言文字（普通話）授課。
美國媒體洛杉磯時報和美國哈佛大學新清史學者Mark C. Elliott认为，习近平在2012年上任中共中央总书记后，开始摒棄以前蘇聯式的蘇聯本土化政策，改為走类似西方的民族大熔爐政策，尤其是美國式大熔爐，称之为“第二代民族政策”，以期解決中國的民族問題。

### 安達曼群島的原住民
安達曼群島的數個原住民族群，在英國殖民政府及印度政府的歷史前後執行的以發展主義為主相關政策，使得各族群面臨性質及程度不一的族群滅絕威脅，而其中以加洛瓦族面臨的挑戰狀況最為嚴峻。

### 奧地利
奧地利於執行的相關政策，於1976年被南斯拉夫指控為種族文化滅絕的行為。

### 美国的移民活动带来的争议性文化灭绝
語言學者E Hernández-Chávez主張美國歷史以來的語言政策是文化灭绝的歷史案例，特別在墨西哥移民是否能使用西班牙文的相關政策上，曾不重視語言權利，該狀況一直到1960年代民權運動中期的強迫自由化的言語政策改革，表現在加州及新墨西哥州等開始有的雙語政策開始，才有些許改善。
美國學者George E. Tinker主張美國早期移民史中，以傳教及傳福音的方式，亦造成對北美原住民的文化灭绝。